# Lenguas tónguicas
Las lenguas tónguicas son un grupo de lenguas polinesias que comprende los idiomas tongano, niuano y un tercero más difuso denominado niuafoouano. Estas lenguas derivan del protopolinesio, que se comenzó a diferenciar a partir del año 900 d. C.

## Controversia
La clasificación del niuafoouano dentro grupo tónguico es controvertida ya que esta lengua a veces se clasifica con las demás lenguas del grupo polinesio nuclear. En 1971 Bruce Biggs cuestionó que esta lengua no derivaba del tónguico, sino que estaba relacionada con el walisiano, dentro del grupo nuclear polinesio, refrendado en 1980 por Thomas S. Dye. Aunque algunos autores se han decantado por incluirlo dentro de una rama walisiana-niuafoouana recientemente se ha reubicado dentro de las lenguas tónguicas.